# سولیتون پریرا
سولیتون پریرا (به پرتغالی: Sueliton Pereira de Aguiar) مدافع اهل برزیل است که در شهر Vitória de Santo Antão و در تاریخ ۱۹ اوت ۱۹۸۶ به دنیا آمده‌است.
سولیتون پریرا در تیم‌های فوتبال ABC سابقهٔ حضور دارد.